# Monte Cerignone
Monte Cerignone – miejscowość i gmina we Włoszech, w regionie Marche, w prowincji Pesaro i Urbino.
Według danych na rok 2004 gminę zamieszkiwało 686 osób, 38,1 os./km².